# NGC 6276
NGC 6276 (другие обозначения — IC 1239, ZWG 139.28, MCG 4-40-10, ARAK 511, NPM1G +23.0441, PGC 59419) — линзообразная галактика (S0) в созвездии Геркулес.
Этот объект входит в число перечисленных в оригинальной редакции «Нового общего каталога».